# Singapurische Badmintonmeisterschaft 2023/24
Die Singapurische Badmintonmeisterschaft 2023/24 fand vom 18.  bis zum 24. Februar 2024 statt.

## Medaillengewinner
| Disziplin    | Gold                            | Silber                                  | Bronze                                  |
| ------------ | ------------------------------- | --------------------------------------- | --------------------------------------- |
| Herreneinzel | Vega Vio Nirwanda               | Lee Wei Hong                            | Tan Wei Kiat Aaron                      |
| Herreneinzel | Vega Vio Nirwanda               | Lee Wei Hong                            | Wyman Goh Wai Yap                       |
| Dameneinzel  | Lim Ming Hui                    | Mindy Tan Zi Xuan                       | Joelle Chee Jie Ya                      |
| Dameneinzel  | Lim Ming Hui                    | Mindy Tan Zi Xuan                       | Sng Ying Shuen                          |
| Herrendoppel | Kubo Junsuke Howin Wong Jia Hao | Bimo Adi Prakoso Jason Wong Guang Liang | Johann Prajogo Kriston Choo Jun Hao     |
| Herrendoppel | Kubo Junsuke Howin Wong Jia Hao | Bimo Adi Prakoso Jason Wong Guang Liang | Loh Kean Hean Nicholas Low Sheng Yan    |
| Damendoppel  | Liang Yun Lim Ming Hui          | Elsa Lai Yi Ting Lim Su Qi              | Amber Lim Andrea Jacqui Tay             |
| Damendoppel  | Liang Yun Lim Ming Hui          | Elsa Lai Yi Ting Lim Su Qi              | Chloe Chan Ying Xuan Joelle Chee Jie Ya |
| Mixed        | Bimo Adi Prakoso Elaine Chua    | Johann Prajogo Elsa Lai Yi Ting         | Li Zhengxi Li Zhenghong                 |
| Mixed        | Bimo Adi Prakoso Elaine Chua    | Johann Prajogo Elsa Lai Yi Ting         | Kriston Choo Jun Hao Li Zhengyan        |